# Nhà thờ Espíritu Santo
Nhà thờ Espíritu Santo (Tiếng Tây Ban Nha: Iglesia Parroquial del Espíritu Santo) là một nhà thờ nằm ở Riópar, Tây Ban Nha. Nó được công nhận là Bien de Interés Cultural năm 1981.